# Muhyo & Roji’s Bureau of Supernatural Investigation
Muhyo & Roji’s Bureau of Supernatural Investigation (яп. ムヒョとロージーの魔法律相談事務所 мухё то ро:дзи: но махо:рицу со:дан дзимусё) — комедийная манга-бестселлер Ёсиюки Ниси, издававшаяся в еженедельном журнале Shonen Jump с декабря 2004 по март 2008 года. После публикации в журнале манга была издана компанией Shueisha в 18 томах.
На основе манги было выпущено аниме Studio Deen, чей премьерный показ прошёл с 3 августа по 19 октября 2018 года на SKY PerfecTV! и Animax. Второй сезон транслировался с 7 июля по 22 сентября 2020 года.

## Сюжет
История рассказывает нам о приключениях молодого, но гениального судебного исполнителя Тору Мухё и его помощника Дзиро Кусано по кличке Родзи (яп. ロージー Ро:дзи:). Они занимаются поиском привидений и отправкой их в загробный мир — ад или рай, в зависимости от записей в книге магических законов.

## Персонажи
Тору Мухё (яп. 六氷 透 Мухё: То:ру) — главный герой. Считается самым молодым исполнителем, окончившим магическую юридическую школу. Вместе с Родзи создал свое собственное агентство по изгнанию призраков. Мухё довольно хладнокровен и не проявляет никаких признаков жалости, избавляясь от призраков. Он часто ведёт себя грубо с окружающими, но глубоко внутри у него сильное чувство справедливости. Ему требуется большое количество духовной энергии, чтобы призвать адское существо для выполнения приговора различным призракам и духам. Мухё достаточно силён, чтобы исполнить приговор, для которого обычно требуется участие четырёх высококлассных исполнителей. Он говорит на адском языке, что позволяет ему общаться с адскими существами и командовать ими во время выполнения приговора.
- Сэйю: Аюму Мурасэ

Дзиро Кусано (яп. 草野 次郎 Кусано Дзиро:) по прозвищу Родзи (яп. ロージー Ро:дзи:) — помощник Мухё. Он крайне мягкосердечен, что иногда мешает ему изгонять призраков с особо жалостливыми историями. Он отлично знает типы привидений и может использовать печати, чтобы сдержать призрака, пока Мухё выполняет приговор, но не очень знаком с законами магии или экзорцизмом. Его сила зависит от его чувств.
- Сэйю: Ю Хаяси

## Медиа

### Манга
Манга была написана Ёсиюки Ниси и впервые вышла в 53-м выпуске Weekly Shōnen Jump 29 ноября 2004 года. Главы продолжали выходить в журнале до её завершения в выпуске 3 марта 2008 года. Манга была выпущена в 18 танкобонах издательством Shueisha.
Сиквел под названием Muhyo to Roji no Mahōritsu Sōdan Jimusho: Mazoku Magushi-hen (Muhyo & Roji’s Bureau of Supernatural Investigation: Magical Genus Magic Tool Master Chapter) выходил в приложении Shōnen Jump+ издательства Shueisha с 19 марта 2018 года по 7 марта 2019 года.

### Аниме
12-серийное аниме было создано Studio Deen. Премьерный показ прошёл с 3 августа по 19 октября 2018 года на SKY PerfecTV! и Animax. Режиссёром сериала выступал Нобухиро Кондо, сценаристом — Ясуюки Судзуки, композитором — Рё Кавасаки, дизайнером персонажей — Коитиро Кавано, а за анимацию отвечали Кадзуко Тадано и Хироми Мацусита. Вступительная песня «Gifted» исполнена SCREEN mode, а завершающая — «Hotohashiru» — Oresama. Сериал также транслировался в сервисе Crunchyroll.
16 июня 2019 года был анонсирован второй сезон. Его премьерный показ начался 7 июля 2020 года.

## Критика
12 том манги после своего выхода дебютировал на пятом месте по продаже в Японии. В онлайн-дополнении к Manga The Complete Guide Джейсона Томпсона автор описывает ранние тома манги, как имеющие «ощущение призрака недели», отмечая «интересный и временами немного пугающий» тон, несмотря на то, что сюжет становился «условно мелодраматичным».